# Thomas E. Knight

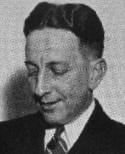
Thomas E. Knight

Thomas E. Knight Jr. (* 19. Juni  1898 in Greensboro, Alabama; † 17. Mai 1937 in Alabama) war ein US-amerikanischer Jurist und Politiker und Vizegouverneur des Bundesstaates Alabama.

## Leben
Der Sohn von Thomas E. Knight Sr. und Rebecca Knight (geborene Williams) besuchte in seinen frühen Jahren die Schulen von Greensboro, seiner Heimatstadt, bis er sich an der Southern University Preparatory School einschrieb. Danach begann er sein Studium an der University of Alabama; er brach dieses jedoch ab, um ab 1917 im Ersten Weltkrieg in der 117. Feldartillerie bis 1919 dienen zu können. Danach setzte er sein Studium fort und wurde 1922 als Rechtsanwalt im Hale County zugelassen. Von 1925 bis 1930 war er als Stellvertreter des Attorney General von Alabama tätig. 1930 wurde er dann selbst zum Attorney General gewählt und übte dieses Amt von 1931 bis 1935 aus.
Als Attorney General übernahm Knight die Funktion des Chefanklägers in den Wiederaufnahmeverfahren gegen die „Scottsboro Boys“, neun junge Schwarze, die wegen angeblicher Vergewaltigung zweier junger weißer Frauen angeklagt waren. In erster Instanz waren acht von ihnen zum Tode verurteilt worden. Während der Alabama Supreme Court, dem Knights Vater als Richter angehörte, sieben dieser Todesurteile bestätigt hatte, hatte der Oberste Gerichtshof der Vereinigten Staaten die Urteile aufgehoben.
Knight war Mitglied der Demokratischen Partei. Seine politische Karriere konnte er damit krönen, dass er zum Vizegouverneur von Alabama gewählt wurde. Er übernahm dieses Amt 1935, konnte es allerdings nur zwei Jahre lang ausüben, da er am 17. Mai 1937 verstarb.
Thomas Knight war mit Leila Otts verheiratet und hatte mit ihr zwei Kinder.

## Belege
1. ↑  Informationen zu Knights Rolle in dem Verfahren (Memento des Originals vom 26. Februar 2008 im Internet Archive)  Info: Der Archivlink wurde automatisch eingesetzt und noch nicht geprüft. Bitte prüfe Original- und Archivlink gemäß Anleitung und entferne dann diesen Hinweis. bei der University of Missouri-Kansas City School of Law, abgerufen am 11. Januar 2009